# Robert Jabłoński
Robert Jabłoński (ur. 8 maja 1950 w Słupsku) – pułkownik dyplomowany Wojska Polskiego, dowódca 36 pułku zmechanizowanego,  szefa szkolenia 12 Dywizji Zmechanizowanej, szef Wojewódzkiego Sztabu Wojskowego w Szczecinie w latach 2001–2007.

## Życiorys
Robert Jabłoński urodził się 8 maja 1950 w Słupsku. We wrześniu 1970 rozpoczął naukę jako podchorąży w Wyższej Szkole Oficerskiej Wojsk Zmechanizowanych we Wrocławiu. Był promowany na podporucznika w 1974. Służbę zawodową rozpoczął jako dowódca plutonu, następnie dowódca kompanii do 1978 i komendant szkoły podoficerskiej w 75 pułku zmechanizowanym z Bartoszyc. 
W 1983 ukończył Akademię Wojskową Frunzego w Moskwie i został wyznaczony na szefa sztabu 41 pułku zmechanizowanego w Szczecinie, którym był do 1986. W latach 1986–1991 był na stanowisku dowódcy 36 pułku zmechanizowanego z Trzebiatowa. W 1992 został skierowany do Szczecina, gdzie objął funkcję zastępcy dowódcy 12 Dywizji Zmechanizowanej ds. liniowych. 
W 1993 objął stanowisko szefa szkolenia 12 Dywizji Zmechanizowanej. W latach 1997–1998 studiował na Podyplomowych Studiach Operacyjno-Strategicznych w Akademii Sztabu Generalnego WP, po których objął funkcję komendanta Centrum Szkolenia Wojsk Lądowych w Drawsku Pomorskim. W lipcu 2001 powierzono mu stanowisko szefa Wojewódzkiego Sztabu Wojskowego w Szczecinie, którym był do roku 2007.

## Awanse
- podporucznik – 1974

(...)
- pułkownik – 1992

## Ordery, odznaczenia i wyróżnienia
- Złoty Medal „Siły Zbrojne w Służbie Ojczyzny” – 2007 (Minister ON)[4]
- Odznaka Skoczka Spadochronowego Wojsk Powietrznodesantowych – 1973
- Odznaka pamiątkowa WSzW (nr 024) – 2016[5]

i inne.